# تاريخ الزرقاء وآثارها

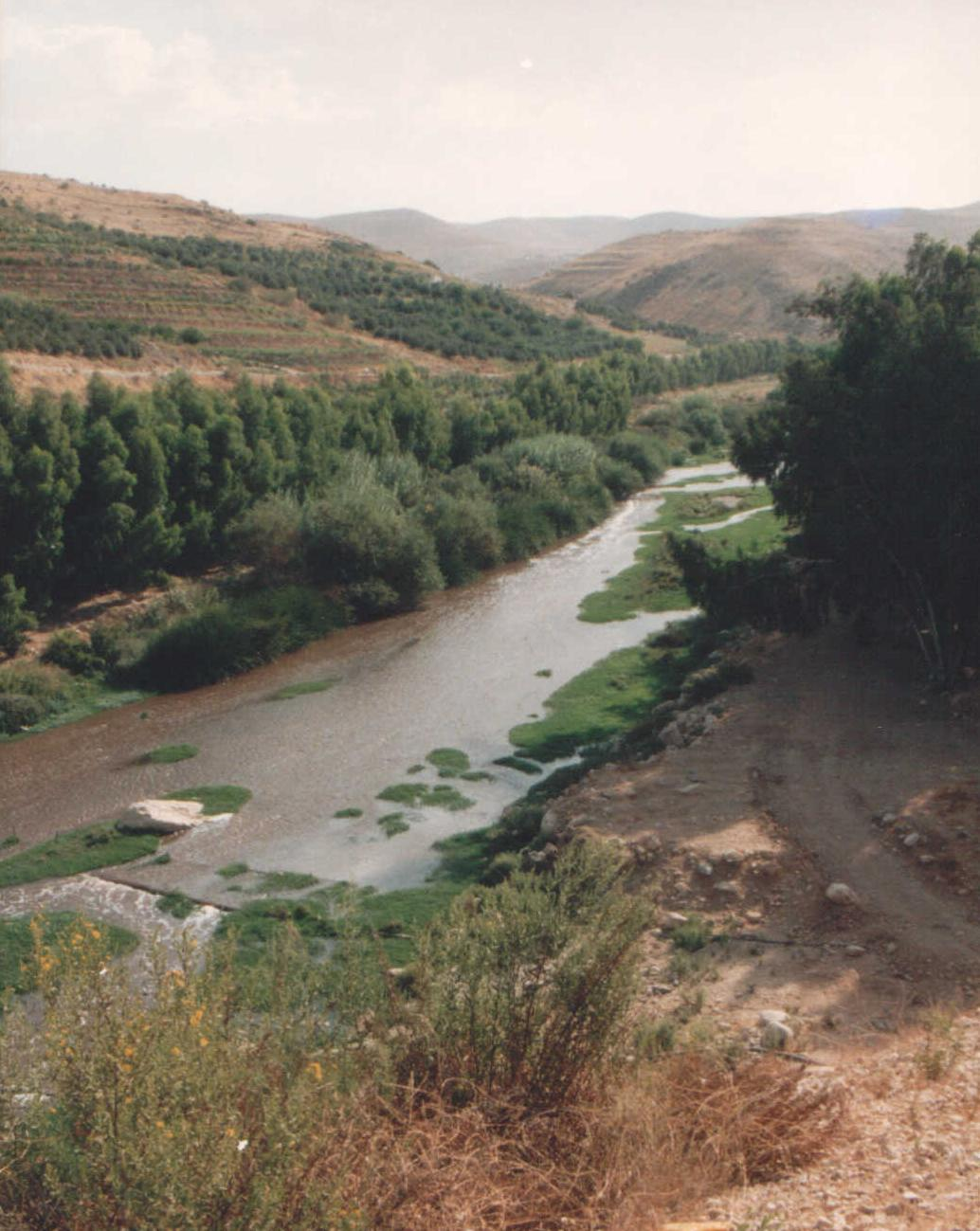
نهر الزرقاء الذي استوطن الإنسان حوله وتأسست عليه المدينة

الزرقاء مدينة أردنية تقع إلى الشمال الشرقي من العاصمة عمان. ويعود تاريخها إلى أكثر من 4000 سنة. وتعتبر حالياَ مركزاً سكنياً واقتصادياً. يعتقد بعض الدارسين بأن اسم الزرقاء هو تسمية عربيّة للنهر الذي يمر بها ولكون مياهه زرقاء، أي صافية، بينما يعتبر غيرهم بأن اصله من اللغة الأكادية وبأنها تحريف إما لإسم سرجون الذي مر بالمنطقة أو بلفظة أكاديَّة تعني منطقة الماء، وإن كان هذا قياساً مختلف عليه. مرت على المدينة عدة حضارات وسكن فيها الناس لفترات غير متصلة عبر التاريخ، منها الفترة الرومانية والمملوكية والحديثة.

## عصور ما قبل التاريخ
في العصر البرونزي المبكر، ظهرت عدة مواقع للاستيطان البشري في محافظة الزرقاء وإن كانت تحتوي أسوار وتحصينات. بينما يقع أشهر حصن في خربة البتراوي شمالي المدينة حيث توجد آثار مدينة مسورة بحجارة كبيرة ومتوسطة الحجم. بينما ظهرت مع ظهور الزراعة في المدينة بحوالي العصر البرونزي المبكر الثالث، ظهرت أنواع من المدافن تسمى بقبور الحجارة الصندوقية أو النصب الحجرية وهي توجد بكثرة في منطقة وادي الزرقاء. بينما وجدت في خربة الرحيل أدوات معدنية وخناجر وسهام تعود إلى نهايات العصر البرونزي. بينما يعتبر تل البيرة في شمال-غرب المحافظة موقعاً يعود إلى العصر الحديدي وكذلك خربة الجاموس.

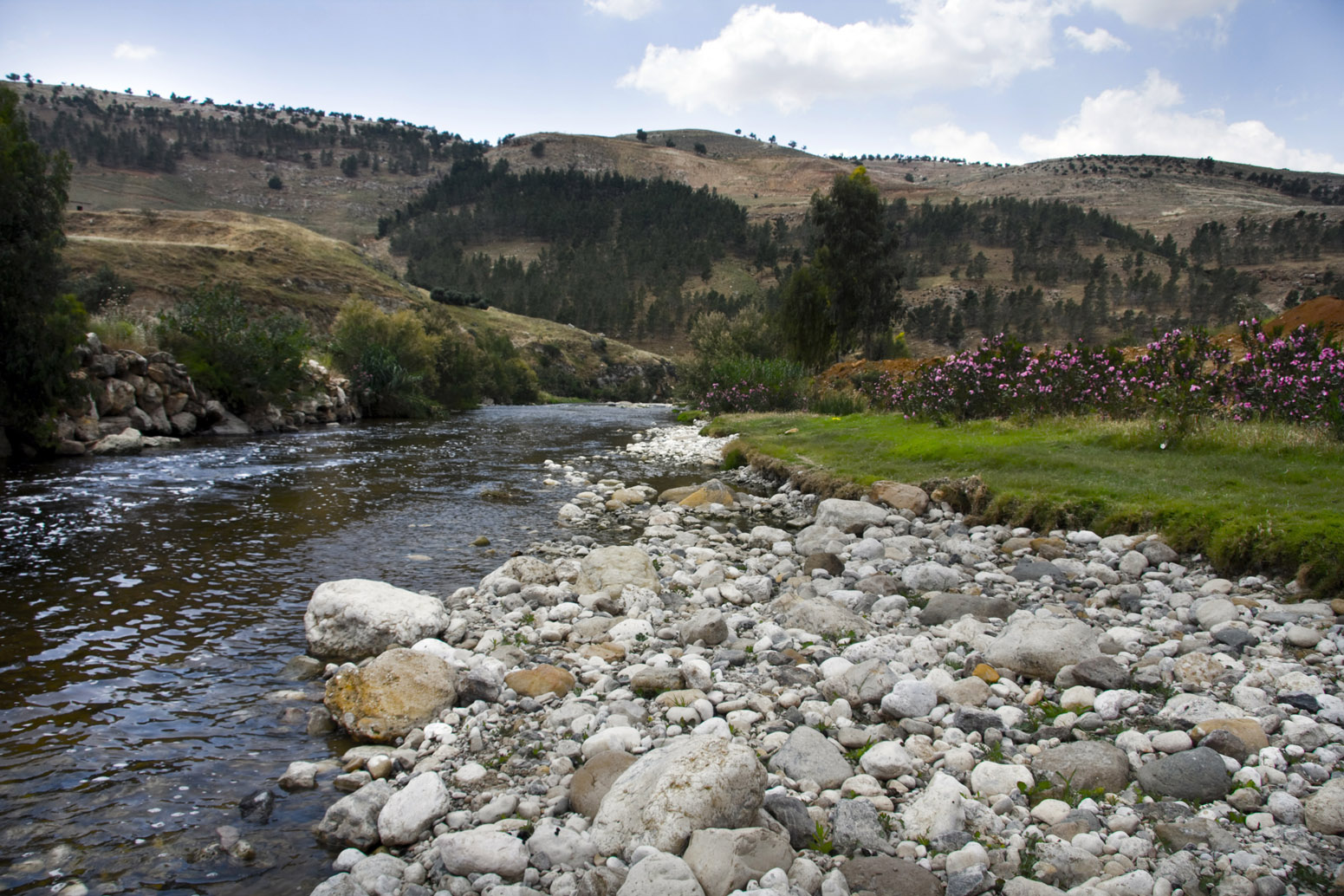
نهر الزرقاء عند حدود محافظة جرش

قد تكون أولى الإشارات إلى الزرقاء الحالية في رسـائل تل العمارنة في مصر؛ حيث جـاء في السـجلات الملكية التي كتبت في عهد أخناتون (1375 ــ 1358 ق.م.) ذكر ثلاث محلات هي : ـ يابيشي (التي تٌربط بمنقطة جلعاد)، آدومو (التي تربط بمنطقة داميه في غور الأردن)، وزاركي (الزرقاء) التي يفترض بعض الآثاريين بأن منطقة زار-كي هي الزرقاء، بينما يعتبر غيرهم بأنها زرقاء ماعين إلى الجنوب من عمان.

## الزرقاء في الفترة الرومانيَّة والغسانيًّة

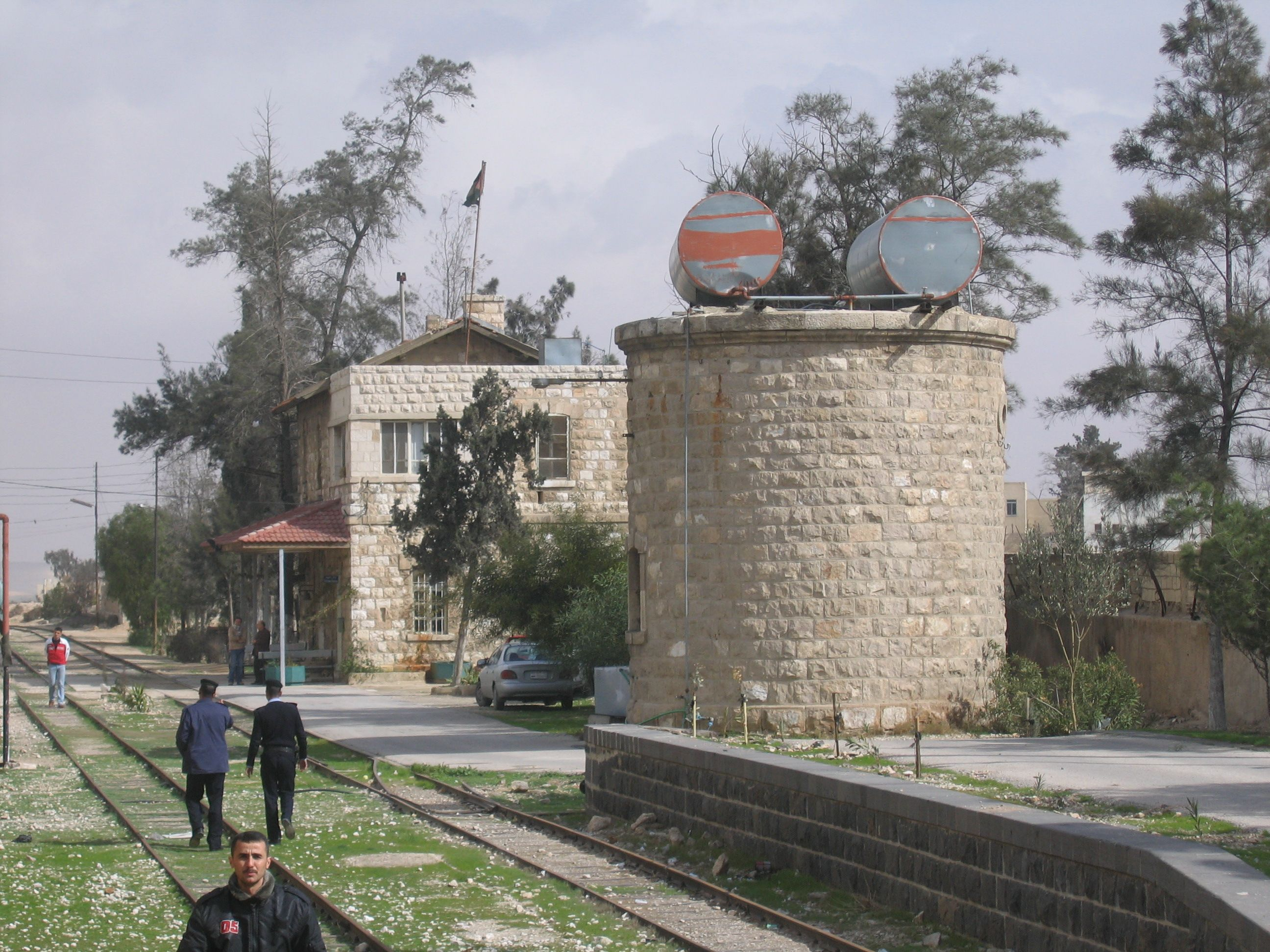
محطة قطارات الزرقاء من العصر العثماني

تم العثور على 17موقعاً رومانياً و20 موقعاً بيزنطيا في محافظة الرزقاء. وتبعت المنطقة التي تقع في شرق الأردن إلى ثلاث سلطات أثنـاء فترة النفوذ الروماني هي:
1. حلف الديكابولس في الشمال، وهو تابع للإمبراطوية الرومانية
2. مملكة الأنباط المستقلة في الجنوب.
3. بيرية وهي المنطقة الممتدة من الزرقـاء إلى الموجب في المنطقة الوسـطى من البلاد (باستثناء منطقة عمان)، أما في عهد الولاية العربية في عام 106 ميلادية فقد تم افتتاح طريق ٍ بين بصرى والعقبة فاتـصــــلت بصـتريس (بصرى آسكي شام) بشرقي الأردن بطريقين الثانيـة منها هي الطريق الرومانية التي تتجه من شانتيا (المفرق) إلى حتيتا (الخربة السمراء : وهي في شمال الزرقـاء) إلى خربـة خـو في الزرقاء إلى خربة الرصيفة إلى ماركا، وهنالك أنصاب ٌ(أي أحجار تستخدم للمسافات) على طـول هذه الطريق للاستدلال والاسترشاد بها كمعـالم للمســـافـرين على الطريق. ثم أمـر الإمبراطــور كركلا بتعمير وإصلاح الطريق الممتد من بصرى إلى الزرقاء في عام 213 م فقام الحاكم العسكري «أوريليوس ثيوفي» في زمن حكم الإمبراطوريْن الرومانيين : فالريانس (252 ــ 260 م) وغاليانوس (260 ــ 268 م).
في عام 527 م توحدت القبائل العربية تحـت لواء الحارث بن أبي شمر الغسَّاني والذي صار ملكاً على سوريا (529 ـ 569 م) بداخل حدود الإمبراطورية الرومانية. ومن الآثار الغسانيى ة الباقية في المدينة قصر شبيب، وبنوا غيره في محافظة الزرقاء كقصر الحلابات.

## الفترة المملوكية
يشهد مرور صلاح الدين الأيوبي في الزرقاء حيث يذكر عماد الدين الأصفهاني (1125 ـ 1200 م) والذي رافق صلاح الدين الأيوبي في كل تحركاته وحروبه أن صـلاح الدين أعـد قواته من جميع أنحاء دولته فاجتمعت في حوران ثم زحف بها، في تموز سنة 1184 م، نحـو الكرك مرورا بأذرعات (درعا) والظـليل والخربة السمـراء (وتقع في منطقة الهاشمية شمال مدينة الزرقاء) ثم إلى الزرقاء ثم إلى البلقاء وعمّان ثم إلى أدر ثم إلى الربة وصولا ًإلى الكرك، ويستطرد العماد الكاتب فيقول وفي سنة 1186 م أناب صلاح الدين إبنه العزيز على مصر وبعد أن استعد العزيز للسفر إلى مصر طلب صلاح الدين من قواته أن يخيموا على نهر الزرقاء. كما يضيف الأصفهاني أن الملك المنصور قلاوون استولى على منطقة البلقاء فأصبـحت البلقاء ومدنُها السلط وعمّان والزرقاء وحسبان هي الخط الدفاعي الأوليُ والأمامي في وجه آل الظاهر في الكرك إضافة ًلحماية دمشق من هجمات المماليك، أما شهاب الدين البغدادي المعروف بـ (ياقوت الحموي 1162 ـ 1231 م) فيرى أن الزرقاء موضع بالشام بناحية معان وفيها نهـر عظيم، يصبّ في الغور، وفي النهر شعاري ودحال ٍ وسباع كثيرة وهي أرض شبيب التبعي الحميري....... ويكتب العماد الأصبهاني أن الناصر محمد بن قلاوون سيّر ثلاثة من الأمراء ومعهم 150 فارسـأ إلى الزرقاء لتأديب الأمير جمال الأفرم بسبب عــدم تعاونه معه في الثورة ضد المماليك في الكرك، فخرج إليه في عام 1309 ثم في عام 1310 واستطاع الناصر دخول الـزرقاء في 20 كانــون الثاني 1310 م. وتذكر الروايات التاريخية أن الأمير عبد الله الداوإداري، والـد المـؤرخ ابن أيبك، وأثناء عودته من عملية الكشف على قـلاع البلقاء إنزلقت به فرسه في نهر الزرقاء عام 1313 م. ويقول أبو الفداء (1273 ـ 1331 م) إن عمان رسمٌ كبير يمر من تحتها نهر الزرقاء الذي هوعلى درب حجاج الشام، ويروي أن صلاح الدين عندما سار لحصـار الكرك انطلق من الزرقاء ثم إلى عمان ثم إلى حسبان. ويذكر ابن سباهي (توفي 1589 م) أن عمان رسم كبير يمر تحتها نهر الزرقــاء الواقـع على طريق حجاج الشام. ويرى الجغرافي العربي القرماني (أبـو العبـاس أحمـد بن يوســـف الدمشقي المتوفى عام 1610 م) لدى استعراضه تاريخ عمان أن عمان رسم كبير يمر من جانبها نهر الزرقاء. ويروي ابن قاضي شــهبة أن الظاهر سيف الدين برقوق (1382 ـ 1399 م) وصل إلى الزرقاء فبايعه كل من قاسم الحارثي وعيسى بن فضل وأمر بأن يتولى الولاية شخـص يدعى ابن عمران. أما في العهد المملوكي فقد ازدهرت الحركة التجارية فأخذت القوافل تحمل السلع من العقبة والبحر الأحمر إلى دمشق عبر الطريق المعتـادة مرورا ً بزيزيا والزرقاء، حيث كانت الزرقاء في العهد المملوكي من الأماكن الملحقة بنيابة دمشق (ومعها جدارا إربد وإيدون وعجلون والسلط)، ويذكر القلقشندي (توفي 1418 م) أن قوافل الحج الشامي كانت تتابـع مسيرها عبر الرمثا بإتجـاه الزرقـاء فيقيموا فيها يوما أو يومين؛ إذ جرت العادة أن يعـقد سكان الأردن آنذاك أسواقا ًفي كل عام للحجاج في كل من الزرقاء وزيزياء. أما عن الحياة الاجتماعية في عصر دولة المماليك فيرى القلقشندي أنه كان واضحا وجـود ثلاث طبقات، هي طبقة المماليك الحاكمة وطبقة أرباب القلم وطبقة عـامة الشعب. كما يذكر أن السكان يتألفون من القرويين والبدو، ومن أهـم القبائل العربية البدوية التي سكنـت آنذاك في الزرقـاء هم عرب بني مرة من آل ربيعة حيث كانت ديارهم الزرقاء والظليل وحـوران والجـولان. ويقال عنهم أبطال ٌأماجيد ورجال ٌصناديد. ويضيـف في سرده أن سلاطين وأمراء المماليك شغفوا برياضة الصيد حيث كانت تعيش الأسود والفهود والذئاب وحمر الوحش والثعالب والغزلان والأرانب البرية في الزرقاء والأزرق.

## آثار الزرقاء
تضم مدينة الزرقاء مئات المواقع الأثرية والمهمة التي تغطي كافة مراحل الحضارة الإنسانية عبر العصور فالزرقاء مدينة قديمة حديثة إذ ورد ذكرها في رسائل تل العمارنة (زمن الفراعنة) وعسكر فيها الرومان ويسود فيها المناخ الصحرواي ولقد سكنت منذ القدم وفرضت طبيعتها وجود القصور والقلاع وهو ما تتميز به المدينة عن غيرها وكانت مدينة الزرقاء منذ القدم محطة على طريق القوافل والحج وقد كانت مغطاه بالغابات والاحراج ويعود أصل المدينة إلى الربع الأول من القرن الماضي واخذت بالتوسع والنمو حتى أصبحت المدينة الثانية بعد العاصمة عمان ومن أهم المواقع الأثرية والسياحية في مدينة الزرقاء هي:

### قصر شبيب
يقع قصر شبيب قريبا من وسط المدينة الزرقاء فوق مرتفع كان يشرف على نهر الزرقاء وهو بناء مربع الشكل يؤدي مدخله إلى قاعة مسقوفة بأقبية ومنها ادراج إلى الطابق العلوي وللقصر برج من الجهة الشرقية واصل القصر قلعة رومانية اعيد بناؤها أكثر من مرة وفي عام 1998 تأسس مهرجان شبيب الذي يقام سنويل في موقع القصر ويضم نشاطات مختلفة ثقافية وفنية ومعارض تراثية.

### قصر عمرة
هو قصر أموي يعتبر تحفة فنية معمارية إسلامية نادرة في قلب الصحراء ويشتهر بقبته الرائعة وزخارفه الجميلة والرسوم المشغولة بطريقة الفريسسكو التي تمثل مشاهد رحلات الصيد والحيوانات المختلفة كما يبدو القصر كقطعة من السماء تظهر فيها الابراج السماوية وفي ساحة القصر هناك بئر ماء وكان الماء ينساب في الممرات الفخارية تحت ارضية القصر لتدفئة البناء وفق نظام يشبه نظام التدفئة الحالي وقد اقيم عند القصر حديثا قاعة للزوار وحديقة.

### قصر الحلابات
يقع شرق مدينة الزرقاء واقيم لقصر فوق تلة على ارتفاع 640 م والقصر مربع الشكل وعند كل زاوية يوجد برج بارز وداخل القصر ساحة يحيط بها مجموعة من الغرف والقاعات وبه خزانات لجمع مياه الأمطار واقيم مسجد عند الركن الجنوبي الشرقي للقصر وتدل الشواهد الأثرية على ان بنائه كان نبطيا اما آثاره الظاهرة فتعود إلى العصر الروماني كما اعيد بناؤه بالكامل في العصر الأموي.

### قصر حمام الصرح
ويطلق عليه أيضا قصر الحلابات الشرقي واقيم في منطقة سهلية وهو مجموعة من الابنية تشمل حمام بقبة مخططة مع ملحقاته ومسجد صغير وقاعة استقبال وينسب بناء القصر إلى الخليفة هشام بن عبد الملك في أوائل القرن الثامن الميلادي.

### قصر العويند
يقع القصر جنوب غرب الأزرق الجنوبي واقيم فوق مرتفع يشرف على روضة غنية بالاشجار وبني القصر من الحجارة البازلتية وله ساحة داخلية تحيط بها مجموعة من الغرف والمرجح انه قلعة رومانية كانت مركز حماية للطرق التجارية.

### قصر اسخيم
يقع شمال شرق بلدة الأزرق الشمالي اقيم القصر فوق تل جوانبه شديدة الانحدار وقد بني من الحجر البازلتي وهو غالبا قلعة رومانية واستعمله الانباط أيضا كنقطة مراقبة وحماية للطرق التجارية.

### قصر عين السل
يسمى أيضا قصر الباشا ويقع في شمال بلدة الأزرق الشمالي وهو بناء مربع الشكل شيد من الحجارة البازلتية ذو ساحة مكشوفة تحيط بها مجموعة من الغرف وبه معصرتا زيتون وهو عبارة عن سكن وسط مزرعة يتبعه حمام ويعود بناء القصر إلى العصر الأموي.

### قلعة الأزرق
بقع القلعة في وسط بلدة الأزرق الشمالي وهي مستطيلة الشكل شيدت من الحجر البازلتي ويوجد في اركان القلعة ابراج كانت ترتفع (3) طوابق وأكبرها في منتصف جدار القلعة الغربي حيث يوجد مدخل القلعة والذي له باب حجري وتحوي على غرف نوم واسطبلات ومسجد وآبار ويعود بناء القلعة إلى القرن الثاني الميلادي وقد انشئت القلعة للمراقبة وحماية الطرق التجارية وبقيت تستخدم لهذا الغرض من ذلك الوقت.

### محمية الأزرق
تقع هذه المحمية في واحة الأزرق في الصحراء الشرقية وتعتبر ممرا للطيور المهاجرة بين أفريقيا وأوروبا والتي تتوقف في الأزرق لفترة استراحة وأحيانا تفضل ان تقيم في المنطقة طيلة فصل الشتاء وفي الحمية شاليهات تابعة للجمعية الملكية لحماية الطبيعة يمكن المبيت فيها كما يمكن للزائر ان يقضي اوقاتا ممتعة في مراقبة الطيور من الاكواخ المخصصة لذلك مما نجعل محمية الأزرق من أهم المواقع لممارسة هواية مراقبة الطيور.

### محمية الشومري
انشئت هذه المحية عام 1975 م قرب الأزرق في الصحراء الشرقية وتبلغ مساحتها (22كم مربع) وقد خصصت لاعادة إطلاق المها العربي الذي بدأ بالانقراض وتتكاثر فيها أنواع من الطيور البرية ويمكن لزائر المحية القيام برحلة سفاري وسط الحيوانات البرية.
كما يوجد بعض الفنادق في محافظة الزرقاء ويبلغ عدد الفنادق في المحافظة 13 فندق 3 فنادق مصنفة نجمتين عدد الغرف فيها 79 والأسرة 177 وعدد العاملين 41 عاملا.10 فنادق غير مصنفة عدد الغرف فيها100 والأسرة 256 ويعمل فيها 24 عاملا.مطعمين مصنفين 3 نجوم ومطعم واحد غير مصنف.أما المهرجانات التي تدعمها وزارة السياحة والآثار في محافظة الزرقاء هي مهرجان شبيب ومهرجان الأزرق الثقافي

### مقام عيسى
يقع في قرية أم رمانة في قضاء بيرين حيث تنتشر فيها مجموعة من الأنصاب الحجرية (قبور ألد ولمن) التي تعود لفترة العصور البرونزية المبكرة ويطلق عليها السكان المحلين مقام عيسى.

### الحبابية
تقع ضمن منطقة الحرة البازلتية إلى الشمال الغربي من بلدة الأزرق، على الطريق التجاري العسكري القادم من المناسف والبشرية باتجاه الأزرق ووادي السرحان، وترتفع عن مستوى سطح البحر قرابة (610م) وهو عبارة عن خربة أثرية متميزة بحجمها الكبير الواسع حيث تشرف على ما مساحته واسعة من الأراضي، وتبلغ مساحة الموقع ككل (100دونم).تعود أقدم جذور الاستيطان إلى العصر الحجري القديم كذلك تعود إلى العصور الحجرية الحديثة والحجرية النحاسية والعصور البرونزية، كذلك حضارات المراحل الكلاسيكية جميعاً، النبطية، الرومانية، البيزنطية، الأموية، الأيوبية المملوكية والعثمانية.

### خربة الودعه
تقع على منحدر فوق نهر الزرقاء حيث ترتفع عند زهاء (400م) وتغطي مساحته 7 هكتارات، ومن المرجح أن هذا الموقع الذي يؤرخ إلى الفترة البيزنطية الرومانية التي لم يكن محاطاً بسور دفاعي.

### خربة الطي
تقع هذه الخربة الصغيرة على مرتفع عالي يسيطر على سهول وتلال بها إلى الجنوب الغربي من الموقع خربة غريسا الأثرية وإلى الغرب من قرية أم الصليح وهي عبارة عن بناء مربع الشكل طوله (15م) مبني من الحجارة العملاقة والرقيقة نوعاً ما وغير المشذبة بارتفاع مدماكين وبعض صفين من الحجارة الكبيرة التي تقدر بمتر ونصف.

### خريسان
تقع هذه القرية على امتداد الطريق القادم من عيون الدير التراثية في منطقة مليئة بالينابيع التي تربو على الستة وتكثر فيها أشجار التين المعمرة والزيتون والرمان وكذلك الدفلى.
وعلى الجانب الآخر لعيون المياه والواد تقع المواقع الكلاسيكية الرومانية البيزنطية على تله مرتفعة تدل على التراكم الطبقي لحضارات عديدة وكذلك يوجد مستوطنات عديدة على الجانب الآخر من الشارع وعلى بعد عشرين (20م) إلى الشمال الغربي من موقع العصر الحجري الحديث عائدة للعصور الخالكوليته الــبرونزية المبكرة عــلى عشرات مقابر (الدلمن).

### القرين
يعود للفترة الرومانية والبيزنطية

### الكمشة
موقع اثري يعود للفترات الايوبية والبيزنطية والمملوكية

### الصنمة
مجموعة من المدافن التي تعود للفترة الرومانية المبكرة.

### المشوبش
موقع يعود للعصر الحديدي الثاني

### مرحب
موقع يعود للفترتين الرومانية والبيزنطية والفترتين الايوبية والمملوكية.

### تل أبو صياح
عبارة عن أبراج تعود للعصر الحديدي.

### زقم الغراب
يعود لفترات مختلفة.